# بيرني فرازير
بيرني فرازير (بالإنجليزية: Bernie Fraser)‏ هو لاعب اتحاد الرغبي نيوزلندي، ولد في 21 يوليو 1953 في لاوتوكا في فيجي.

## وصلات خارجية
- بيرني فرازير عل موقع إسبنسكروم (الإنجليزية)